# Playa Chenoua
La Playa Chenoua (en árabe: شنوة; en francés: Plage Chenoua) es el nombre de una playa en el país africano de Argelia, en medio de una bahía, y con una carretera que se encuentra cerca con buenas vista del lugar. Se le considera la playa más hermosa a los pies del Monte Chenoua. Comienza en los alrededores de las conocidas ruinas romanas de Tipaza, y se extiende por una curva de 2 kilómetros a los pies de un pequeño pueblo. Está localizada específicamente en las coordenadas geográficas 36°37′34″N 02°24′14″E / 36.62611, 2.40389.